# Tökéletes gyilkosság
A Tökéletes gyilkosság (eredeti cím: A Perfect Murder)  1998-ban bemutatott amerikai krimi/thriller. Rendezője Andrew Davis, a főszerepeket Michael Douglas, Gwyneth Paltrow, Viggo Mortensen és David Suchet alakítják. A film Alfred Hitchcock 1954-es Gyilkosság telefonhívásra című filmjének átdolgozása. Mindkét film alapjául Frederick Knott Dial "M" For Murder című színdarabja szolgált.

## Cselekménye
|  | Alább a cselekmény részletei következnek! |

Steven Taylor, New Yorkban élő üzletember és csinos felesége, Emily látszólag tökéletes párt alkotnak, de ez csak a látszat. A nőnek már egy ideje szeretője van a szerény életű festő, David Shaw személyében. Taylor tud a viszonyról, de nem árulja el, viszont amikor Emily ajánlására felkeresi a festőt egy esetleges festményvásárlás ígéretével, másféle ajánlatot tesz neki: kinyomoztatta, hogy Shaw több évig ült börtönben, csalásokból élt, és idősebb hölgyek szeretője volt, de megígéri, hogy minderről nem szól senkinek, mi több, még fizetni is hajlandó félmillió dollárt, ha cserébe megöli Emilyt. Steven pontosan kidolgozta, mi hogyan történjen, este 10-kor a lakás konyhájában kell megölnie a feleségét, amikor ő, a férj telefonon felhívja a pókerpartijáról. Utána el kell vinnie néhány holmit, hogy betörésnek látsszon az eset. Shaw-nak a hátsó ajtón kell bejutnia a lakásba, amit Emily kulcsával nyit ki. A kulcsot Taylor lopja el Emilytől és készíti ki a festőnek. Ezután előlegként odaad százezer dollárt. Az elkövetés estéjén láthatóan minden a tervek szerint halad, Taylor pókerezni megy, Emily pedig otthon marad és fürdik. A megbeszélt időben a férj felhívja a feleségét, de onnantól a dolgok kezdenek a visszájukra fordulni...
Az álarcos támadó hátulról megragadja az asszonyt, majd dulakodni kezdenek. Emily kétségbeesetten küzd és a kezébe akadó hőmérővel (amivel a sütőben a hús hőmérsékletét szokták ellenőrizni) nyakon szúrja a férfit, aki azonnal meghal. Steven a telefonján szinte végig hallgatja a küzdelem hangjait, majd hazasiet. Meglepődve veszi észre a halott férfit a konyhában, akinek zsebéből kiveszi a neki adott kulcsot és Emily kulcskarikájára fűzi (legalábbis ő azt hiszi). Eközben megérkezik a rendőrség és beindul a nyomozás, ami hamar lezárul. A jogos önvédelemből megölt férfi a rendőrség aktáiban szereplő bűnöző, azonban ő nem David Shaw.
Emily tudomására jut, hogy férje pénzügyi tranzakciói balul sültek el, ezért várható, hogy anyagilag csődbe fog menni. A néző számára kiderül, hogy nem a férj, hanem Emily rendelkezik jelentős vagyonnal.
Steven szeretné, ha a Davidnek adott megbízása folytatódna, és hajlandó lenne a fennmaradó 400 000 dollárt készpénzben kifizetni, azonban David megzsarolja Stevent, hogy adja át a pénzt. A gyilkosságra való felbujtásról ugyanis hangfelvételt készített. Steven egy papírdobozban átadja neki az összeget. David elutazik vonaton, ahol azonban Steven megtámadja és hasba szúrja. David minden bizonnyal meghal.
David azonban a hangfelvétel kazettáját kipostázta Emily részére. Steven hazarohan, és a napi posta borítékjai között megtalálja a David által feladott borítékot és kiveszi belőle a kazettát. Emily eközben arra az elhatározásra jut, hogy elválik a férjétől. Steven ezen feldühödik és verekedni kezdenek. Emily önvédelemből lelövi a férjét.
|  | Itt a vége a cselekmény részletezésének! |

## Szereposztás
| Szerep                | Színész          | Magyar hang    |
| --------------------- | ---------------- | -------------- |
| Steven Taylor         | Michael Douglas  | Dörner György  |
| Emily Bradford Taylor | Gwyneth Paltrow  | Antal Olga     |
| David Shaw            | Viggo Mortensen  | Rékasi Károly  |
| Mohamed Karaman       | David Suchet     | Szersén Gyula  |
| Raquel Martinez       | Sarita Choudhury | Liptai Claudia |
| Bobby Fain            | Michael P. Moran | Kardos Gábor   |

## Fogadtatás

### Bevételi adatok
A film a mozikban a nyitó héten második helyezést ért el (a Truman Show mögött), 16,6 millió amerikai dolláros bevétellel. Észak-Amerikában 67,6, míg a többi országban 60,4 millió dollárt termelt, összbevétele így 128 millió amerikai dollár lett.

### Kritikai visszhang
Az amerikai filmkritikusok véleményét összegző Rotten Tomatoes 56%-ra értékelte 50 vélemény alapján.

### Díjak, jelölések
elnyert díjak
1999, ASCAP Film and Television Music Awards
1999, Blockbuster Entertainment Award, thriller, „kedvenc színésznő” – Gwyneth Paltrow

## Forgatási helyszínek
- New Jersey állam, USA
- New York City, New York állam, USA
- Salutation House, West Island, Glen Cove, Long Island, New York, USA – Bradford mansion

## Érdekességek
- A Viggo Mortensen által alakított festő képei közül több a színész saját képe volt.
- Emily a filmben arabul és spanyolul is folyékonyan beszél. Arabul Mohamed Karaman nyomozót szólítja meg, amikor az magánügyben telefonál és arabul beszél. Spanyolul a volt támadója lakása felől érdeklődik.